# Amblyopi
Amblyopi är en synnedsättning som beror på en bristande synträning under barndomen. Den vanligaste orsaken till amblyopi är obehandlad skelning under barndomen. Andra orsaker är nystagmus, grumlad hornhinna och medfödd grå starr.
Amblyopi kan också orsakas av undernäring, vanligen i form av så kallad tobak-alkohol-amblyopi och till följd av B-vitaminbrist.